# Mithridates I Kallinikos
Mithridates I Kallinikos (tiếng Hy Lạp: Μιθριδάτης ὀ Кαλλίνικος) là một vị vua xuất thân từ triều đại Orontes của Armenia  sống vào giữa thế kỷ thứ 2 TCN tới thế kỷ thứ 1 TCN. Mithridates là một hoàng tử, con trai và người kế vị của vua Commagene, Sames II Theosebes Dikaios. Trước khi lên kế vị vua cha vào năm 109 TCN, ông đã kết hôn với công chúa Syria gốc Hy Lạp, Laodice VII Thea, như là một phần của một liên minh hòa bình. Mithridates cũng đã chấp nhận nền văn hóa Hy Lạp. Laodice sau này sinh cho Mithridates một người con trai, Antiochos I Theos của Commagene (khoảng năm 86 TCN-38 TCN), một hoàng tử và là vua tương lai của Commagene. Mithridates qua đời vào năm 70 TCN và Antiochos lên kế vị ông.